# Zure Maden
Zure Maden is een natuurgebied 2 km ten noorden van Wouw, ten oosten van de Herelse Straat.
Het gebied meet 20 ha en is in bezit van Staatsbosbeheer. Het bestaat uit weilanden (made betekent weiland) en een complex van oude veenputten, waar zich een bos van zwarte els en wilg heeft gevormd.
Ten zuiden van de Zure Maden vloeit de Smalle Beek samen met Het Loopje om de Brandse Beek te vormen die oostelijk langs het gebied in noordwaartse richting stroomt. Ten westen van het gebied loopt Running's Waterloop, in noordelijke richting overgaand in de Wouwse Beek.